# 国鉄デハ6285形電車

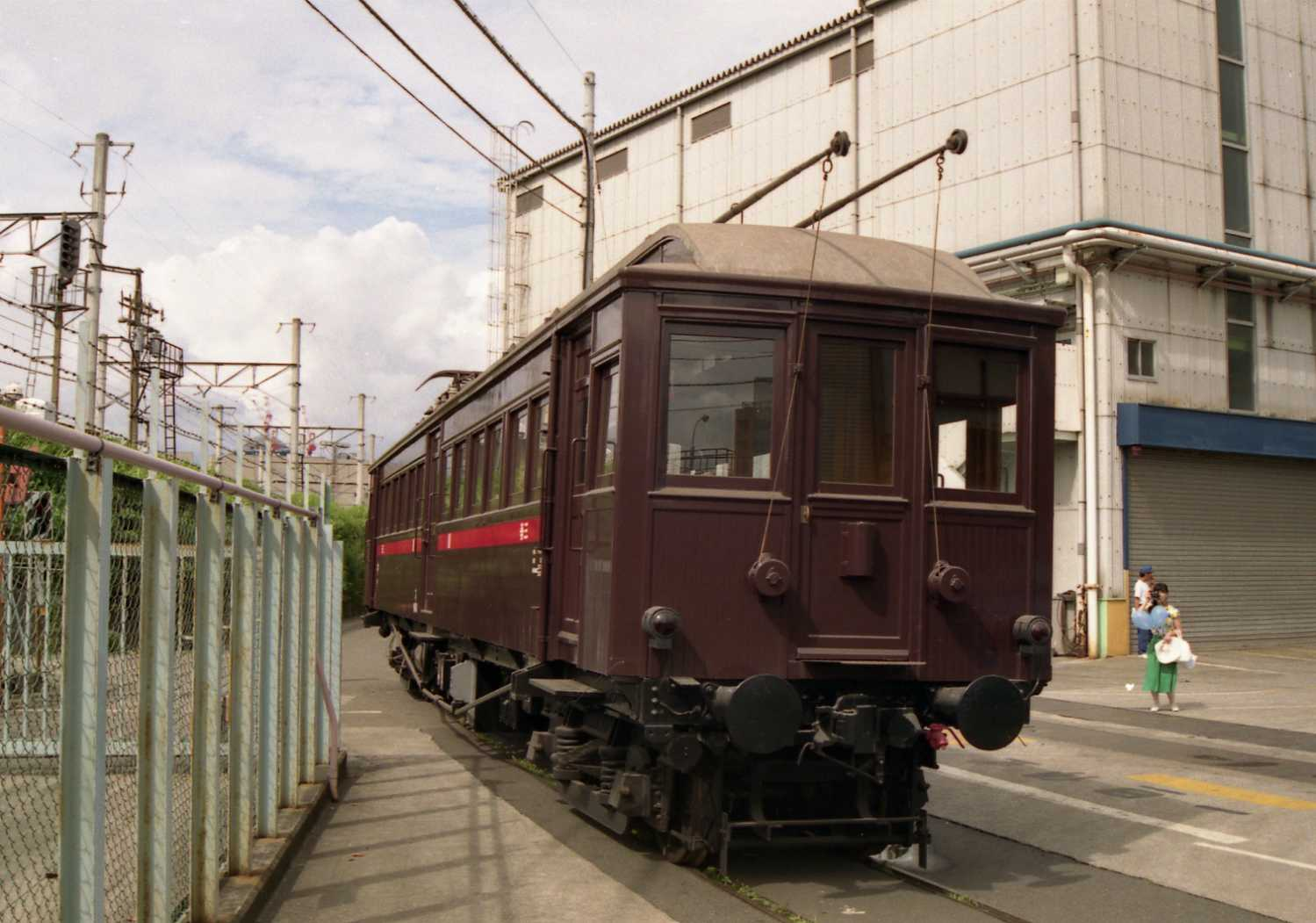
ナデ6141（復元）

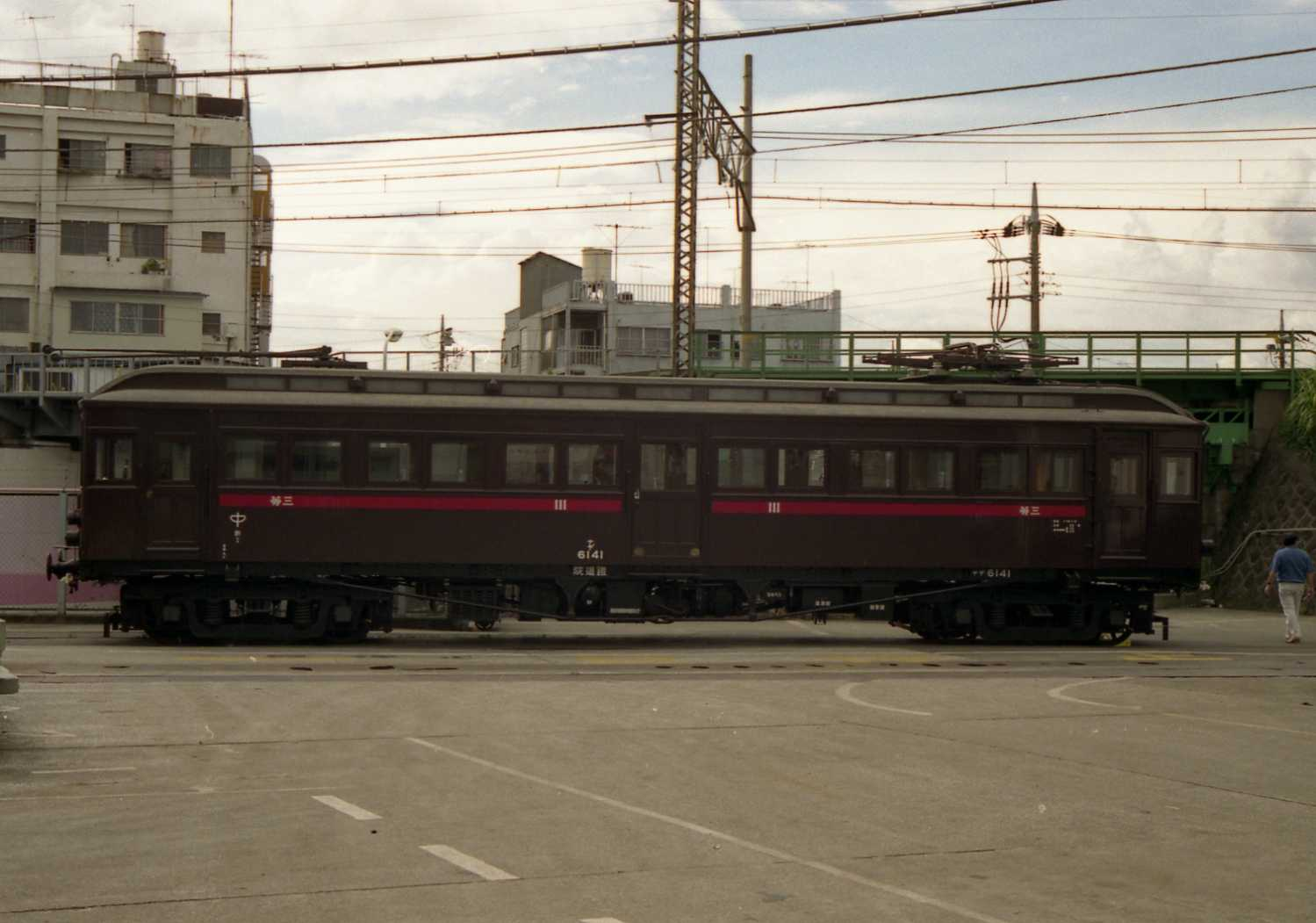
ナデ6141（復元）

デハ6285形は、かつて日本国有鉄道の前身である鉄道院、鉄道省に在籍した木造直流用電車である。

## 概要
本形式は、デハ6280形の増備として製造された木製で両運転台式の制御電動車で、1913年（大正2年）から1914年（大正3年）に鉄道院新橋工場で12両が製造された。
本形式は製造時にはナデ6110形（6133 - 6144）と称した。1913年4月以降に落成したため、最初から記号は「ナデ」であった。1914年（大正3年）8月29日付けでデハ6285形（6285 - 6296）に改称されている。
車体は16m級の木製車体で、出入り台は両端部に設けられているが、幅が狭められ910mmとされ、従来のような折戸ではなく開き戸とされた。また、デハ6280形と同様、車体中央部にも引戸式の客用扉が設置され、客室と直結されていたが、中央扉に圧搾空気で自動的に上下する踏段（ステップ）が設けられている。
運転台と出入り台は本形式から一応仕切りが設けられ、前面は左右に軽い後退角がついた三面折妻となり、前面中央部に貫通扉が設けられている。側面窓は下降式の一段窓となっており、窓配置は1D222D222D1。屋根は、出入り大部分を含めてモニター屋根とされ、製造当初から水雷形通風器が片側4個設けられた。車体幅は、車両限界の小さい中央線でも共通に使用できるよう、2500mm幅とされた。
台車は1913年度製の6両（6133 - 6138）は試験的に輸入した3種の台車（ブリル27GE-1、同27E、ボールドウィン84-35-A）が2両ずつ装備された。1914年製の6138 - 6144は釣合梁式の明治43年電車標準形であった。
制御装置は総括制御可能な間接式で、電動機は、6137, 6138はゼネラル・エレクトリック製のもの(70PS)、である。集電装置は、トロリーポールがモニター屋根の前後に2本ずつ装備されている。

## 新宿電車庫火災による廃車
1916年（大正5年）11月24日、新宿電車庫が火災により焼失し、同庫に配属されていた電車20両が焼失した。本形式では、4両（6286, 6287, 6291, 6292）が被災し、同年11月23日付けで廃車されている。当時、電装品は輸入に頼らざるを得ず、貴重品であったことから、焼け残った電装品はデハ6380形新製の際に再用されている。

## 標準化改造
標準化改造については、1920年（大正9年）8月から翌年3月にかけて、火災で廃車となった4両を除く8両に対して実施された。この際、前後の客用扉（開き戸）が引戸に改められ、中央扉の自動踏み段も撤去された。妻の三面折妻形状については、後退角がごくわずかであることもあって、折妻のまま存置された。

## 使用停止・譲渡
本形式は8両が中央線・山手線で使用されたが、両線の昇圧に伴い1925年（大正14年）に使用停止され、7両を目黒蒲田電鉄に譲渡（うち3両は目蒲で使用せず、阪神急行電鉄に再譲渡）、1両（6296）は電装解除され、サハ6410形（26414）に編入された。譲渡の状況については、次のとおりである。
- 6285 - （目黒蒲田電鉄デハ45） → 阪神急行電鉄93 → 92
- 6288 - 目黒蒲田電鉄デハ44 → 福武電気鉄道デハ4（1927年） → 廃車（1935年10月）[注釈 3]
- 6289 - （目黒蒲田電鉄デハ46） → 阪神急行電鉄94 → 91
- 6290 - （目黒蒲田電鉄デハ47） → 阪神急行電鉄95 → 90
- 6293 - 目黒蒲田電鉄デハ41 → 芝浦製作所専用線モハ41 → 鶴見臨港鉄道モハ202 → モハ142 → 鉄道省モハ142 → 日立電鉄モハ101（1948年） → デワ101
- 6294 - 目黒蒲田電鉄デハ42 → モハ25 → モハ151 → 東急デハ3302→ クハ3231 → サハ3364
- 6295 - 目黒蒲田電鉄デハ43 → 福武電気鉄道デハ5（1927年） → 廃車（1933年8月、電気部品をデキ1に転用） → スハフ11（1943年7月復籍。南越線用） → モハ111（1948年12月） → 鋼体化（1955年12月） → 廃車

## 1928年10月車両称号規程改正にともなう変更
1928年（昭和3年）10月1日に施行された車両称号規程改正により、1両のみ残存していたサハ26414が、サハ6形（6032）に改称されたが、1931年（昭和6年）12月に廃車解体された。

## 保存
1972年（昭和47年）3月、日立電鉄で廃車となったデワ101は、日本国有鉄道に引き取られ、日本の鉄道100年の記念事業として大井工場においてナデ6141に復元された。同車は、同年10月14日、鉄道記念物に指定されている。1987年（昭和62年）には東日本旅客鉄道に引き継がれ、同年8月には動態復元され、引き続き大井工場（東京総合車両センター）に保管されていたが、2007年（平成19年）10月、さいたま市大宮区に開館した鉄道博物館に移され、保存展示されている。その後、2017年（平成29年）9月に国の重要文化財に指定された。